# Chris Cohan
Chris J. Cohan (Hanford, 2 gennaio 1950) è un imprenditore statunitense, fondatore della Sonic Communications.
Acquistò il 25% della società nel 1991 e ne divenne unico proprietario nel 1995, per poi vendere il 20% della franchigia a quattro investitori della Silicon Valley nel 2005.

## Biografia
La carriera di Cohan come proprietario dei Warriors è tutt'altro che soddisfacente. Nelle stagioni 1991-1992 e 1993-1994 i Warriors parteciparono ai playoffs (Cohan era comproprietario). Con le All-Star Tim Hardaway e Latrell Sprewell, e il rookie dell'anno Chris Webber, la squadra sembrava destinata a migliore gloria. Comunque, Cohan acquisì il team in ancora non chiare circostanze quando la nuova stagione era solo al suo inizio, subentrando ai vecchi proprietari Dan Finnane e Jim Fitzgerald.
Nel giro di un mese, Webber fu scambiato e, nel febbraio successivo, il popolare coach Don Nelson fu confermato.
Dal 1994 al 2006 i Warriors non hanno partecipato alla post-season, dodici anni che segnano la più lunga mancanza dai playoff per una squadra NBA. Sotto Cohan, il team ha cambiato nove capi allenatori e non ha concluso nemmeno una stagione con almeno metà delle partite vinte. Quando i Warriors ospitarono l'All-Star Game del 2000 a Oakland, i tifosi contestarono Cohan.
Nel 2007 finalmente i Warriors hanno partecipato alla post-season, sconfiggendo al primo turno i Dallas Mavericks, superfavoriti per la vittoria del campionato, per 4 gare a 2. Saranno però sconfitti nel secondo turno dagli Utah Jazz per 4 gare a 1.
Cohan si è laureato ad Arizona State University nel 1973. 